# Walter Deuss
Walter Deuss (* 1. Mai 1935 in Frankfurt am Main) ist ein deutscher Manager. 
Deuss studierte von 1956 bis 1960 Jura in Köln und Bonn und wurde promoviert. Seit 1957 ist er Mitglied des Corps Palatia Bonn.
Er war ab 1967 im Karstadt-Vorstand, wurde 1969 stellvertretendes, dann ordentliches Vorstandsmitglied und Chef des Finanz- und Rechnungswesen. Seit 1982 war er zunächst Vorstandssprecher und später Vorstandsvorsitzender des Warenhauskonzerns Karstadt AG in Essen. Ab 1978 war er zudem Aufsichtsratsmitglied der Bertelsmann AG. Aufsichtsratsvorsitzender der Neckermann-Versand AG wurde er 1982. In den Jahren 1976/77 war er ebenso federführend an der Übernahme von Neckermann durch die Karstadt-Gruppe beteiligt wie 1994 bei der Übernahme des Konkurrenten Hertie sowie 1999 an der Fusion von Karstadt und Quelle zur KarstadtQuelle AG.
Er war noch bis September 2000 Vorstandsvorsitzender des KarstadtQuelle-Konzerns und trat danach nach Kritik an seiner Unternehmensführung in den Ruhestand. Er tritt heute noch als Mitglied des Präsidiums des Einzelhandelsverbandes BAG (Bundesarbeitsgemeinschaft der Mittel- und Großbetriebe des Einzelhandels e. V.) öffentlich in Erscheinung.
Im Jahre 2005 verklagte Deuss seinen ehemaligen Arbeitgeber. Deuss hatte sich vertraglich zusichern lassen, dass ihm auch nach seinem Ausscheiden ein angemessener Dienstwagen nebst Fahrer bis an sein Lebensende zusteht. Im Zuge der harten Sparmaßnahmen bei Karstadt verlangte der Konzern auch Zugeständnisse seiner ehemaligen Manager. Einige gingen darauf ein und verzichteten auf Dienstwagen und ähnliche Privilegien. Bei Deuss ging es lediglich darum, dass Karstadt die Überstunden des Fahrers nicht mehr bezahlen wollte. Deuss klagte dagegen und bekam im Februar 2006 recht. In der Presse wurde er für diese Klage allerdings als skrupelloser „Raffke-Boss“ (Bild-Zeitung) dargestellt.